# 탄성반도측정법
탄성반도측정법(Elastic Recoil Detection Analysis, ERDA) 또는 탄성되튐측정법은 재료과학에서 박막의 깊이에 따른 원소별 농도 프로파일을 얻기 위해 이온 빔을 이용하는 분석 기법이다. 전방산란분석법(forward recoil spectroscopy, FRS 또는 FRES)이라고도 한다. ERDA에서는 큰 에너지의 이온 빔을 분석할 표본에 입사하면 빔의 이온과 표본 원자의 핵자가 탄성 상호작용을 일으키게 된다. 이러한 상호작용은 쿨롱 법칙을 따르는 것이다. 이온의 동역학, 단면의 넓이, 물질 내부에서 이온의 에너지가 손실되는 정도 등을 이용함으로써 탄성반도측정법은 정량적인 원소 분석을 가능하게 해주며, 표본의 깊이에 따른 프로파일을 제공한다. 
입사되는 이온은 2 MeV에서 200 MeV까지 넓은 범위의 에너지를 가질 수 있다. 에너지는 연구 대상이 되는 표본이 무엇이냐에 따라 달리 결정하는데, 샘플의 원자를 튕겨낼(recoil) 수 있을 정도로 충분히 크면 된다. 따라서 ERDA를 위해서는 적절한 이온 빔 공급원이 필요하고 반동되는(recoiled) 원자를 검출하기 위한 검출기도 있어야 한다.